# Агилера, Брандон
Брандон Агилера Самора (исп. Brandon Aguilera Zamora; 28 июня 2003, Наранхо, провинция Алахуэла) — коста-риканский футболист, полузащитник клуба «Риу Аве» и сборной Коста-Рики.

## Карьера
Уже в 15 лет дебютировал в костариканской Примере за «Кармелиту». Вскоре талантливый футболист перешел в «Алахуэленсе», в составе которой он становился чемпионом страны. В июле 2022 года клуб английской Премьер-Лиги «Ноттингем Форест» подписал с Агилерой долгосрочный контракт на четыре года. После оформления всех документов хавбек был отправлен в аренду на шесть месяцев в костариканский клуб «Гуанакастека».

### В сборной
Выступал за различные юниорские и молодежную сборные страны. За главную национальную команду дебютировал 30 марта 2022 года в матче отборочного турнире Чемпионата мира 2022 года против США, в котором костариканцы одержали победу со счетом 2:0. В начале ноябре Брандон Агилера вошел в окончательную заявку «тикос» на мундиаль в Катаре. На групповом раунде турнира полузащитник принял участие во всех трех матчах против Испании (0:7, на 72-й минуте заменил Сельсо Борхеса), Японии (1:0, на 65-й минуте заменил Герсона Торреса) и Германии (2:4, отыграл первый тайм после чего уступил место на поле Юстину Саласу). По итогам встреч Коста-Рика заняла последнее место в группе и прекратила свою борьбу на Чемпионате мира.

## Достижения
- Победитель Лиги КОНКАКАФ (1): 2020.
- Чемпион Коста-Рики (1): 2020/21 (Инверно).